# Полоцьк (станція)
По́лоцьк (біл. По́лацк) — головна залізнична станція Вітебського відділення Білоруської залізниці. Розташована в однойменному місті Вітебської області. До складу станції входить станція Полоцьк парк Громи.

## Історія
Рух пасажирських поїздів через станцію Полоцьк Ризько-Орловської залізниці (на той час Ризько-Дінабурзької) було відкрито 24 травня (5 червня) 1866 року. Будівля Ризько-Орловського вокзалу була кам'яною і двоповерховою: на першому поверсі розташовувалися адміністрація станції та приміщення для пасажирів (окремі для I, II та III класу), телеграф, квиткові каси, буфет і туалетна кімната для дам; на другому — квартири для начальника станції та інших працівників.
Наприкінці 1910-х років відкрите сполучення залізницею Бологе — Седльці через Полоцьк. Останній став важливою вузловою залізничною станцією, тому на околиці міста було зведено другий двоповерховий залізничний вокзал — Миколаївський — теж двоповерховий, на станції Громи Миколаївської залізниці. У місто почали прибувати пасажирські поїзди з Варшави, Москви, Санкт-Петербурга та Седльців.
Після 1922 року у розкладах руху поїздів з'являються Полоцьк I та Полоцьк II (сучасні станції Полоцьк та Громи відповідно), які були перейменовані після 1943 року.
Згодом Ризько-Орловський вокзал декілька разів перебудовувався, під час Другої світової війни був повністю зруйнований.
Повоєнну будівлю вокзалу станції Полоцьк було введено в експлуатацію лише 1952 року. Будівля двоповерхова, що складається з центральної частини і двох бічних — одноповерхових. У будівлі вокзалу розташовані квиткові каси, телеграф, зал чекання, службові приміщення і кафе.

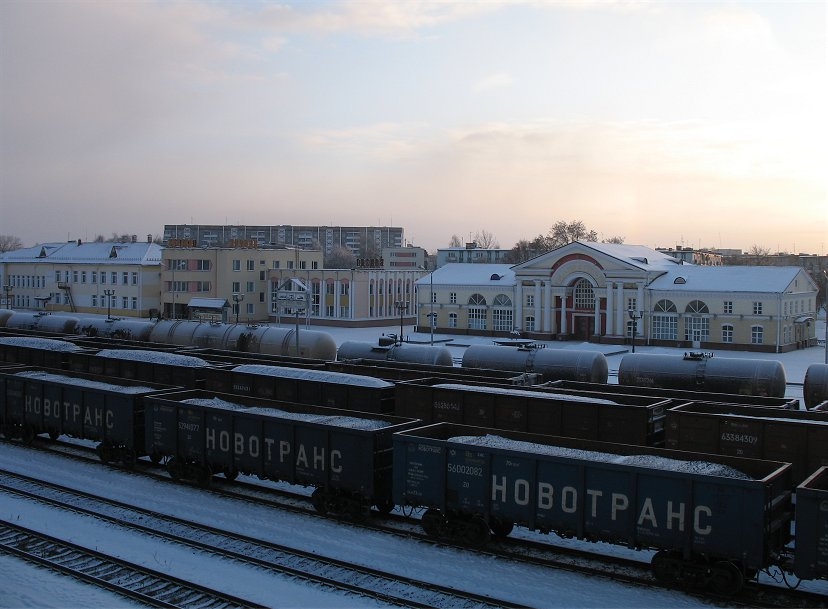
Вигляд на станцію Полоцьк

Впродовж 1966—1998 років колектив вокзалу очолювала Раїса Олександрівна Вежновець. Під її керівництвом на вокзалі були впроваджено квиткодрукуючу апаратуру системи «Експрес-3» та КР 1Ж «Символ», а також введено в експлуатацію нова будівля квиткових кас.
2002 року був завершений капітальний ремонт всього вокзального комплексу станції Полоцьк. На платформі встановлені оригінальні світильники, нові інформаційні табло «Візінформ», за допомогою яких пасажири отримують інформацію про прибуття/відправлення поїздів, послуги, що надаються на вокзалі. У будівлі вокзалу обладнані чотири каси попереднього продажу квитків та шість приміських квиткових кас. Кольорові вітражі відображають історичні місця старого міста.
Влітку 2004 року почав працювати фонтан у вигляді двох лелек, що символізують гостинність і доброзичливість до мешканців та гостей міста.
6 червня 2016 року працівники Полоцького залізничного депо та Полоцької дистанції колії відсвяткували 150-річний ювілей